# ظرظريات
الظُرْظُريات أو حلوات الجانب (الاسم العلمي: Glycymerididae)، أسمائها الشائعة هي كوكل الكلب أو حلو مر.
هي فصيلة عالمية من محار المياه المالحة والرخويات البحرية ذات الصدفتين من رتبة بنات الخلوليات. هي مرتبطة ببنات الخلول. تشمل هذه الفصيلة على 45 نوعًا موجودًا في أربعة أجناس.